# 大阪市立森之宮小学校
大阪市立森之宮小学校（おおさかしりつ もりのみや しょうがっこう）は、大阪府大阪市城東区にある公立小学校。

## 概要
校区である城東区森之宮地域には、明治時代には陸軍の練兵場が作られた。その後昭和時代になり陸軍練兵場用地は、西側に隣接していた大阪砲兵工廠の拡張用地として転用された。
現在の校区にあたる地域は、太平洋戦争の終戦後しばらく空き地となっていた。その後1960年代になり再開発がおこなわれ、公団住宅が地域内に建設された。これに伴う児童数増加のために、学校増設を望む住民の要求を受け、大阪市立中浜小学校より分離する形で1979年に開校した。校区内は団地と公共施設が主に立地している。
通学者のほとんどが森之宮団地からの通学なので、生徒数は近隣の小学校などと比べても少なめである。近年では団地の居住者の高齢化から生徒数の減少が懸念されている。
なお太平洋戦争前には、当時の東区（現在の中央区・大阪市こども相談センターの場所）に同名の森之宮尋常小学校があった。しかし戦前の森之宮小学校は、玉造小学校から分離して設置され、戦災被害によって1946年に玉造小学校に再統合された学校である。したがって、戦前の森之宮小学校と現在の森之宮小学校との間には、学校沿革史の上での直接的なつながりはない。

## 沿革
- 1979年4月1日 - 大阪市立森之宮小学校として開校。
- 1979年4月28日 - 開校記念式典を実施。この日を創立記念日とする。

## 通学区域
- 城東区 森之宮1丁目・2丁目。

卒業生は大阪市立城陽中学校に進学する。

## 交通
- 大阪環状線、Osaka Metro長堀鶴見緑地線・中央線 森ノ宮駅 北東500m